# Ливо (Комо)
Ливо (итал. Livo) — коммуна в Италии, располагается в регионе Ломбардия, в провинции Комо.
Население составляет 210 человек (2008 г.), плотность населения составляет 6 чел./км². Занимает площадь 33 км². Почтовый индекс — 22010. Телефонный код — 0344.
Покровителем коммуны почитается святой апостол Иаков Старший, празднование в последнюю субботу июля.

## Демография
Динамика населения:

## Администрация коммуны
- Официальный сайт: